# Sushant
Sushant ist ein männlicher Vorname.

## Herkunft und Bedeutung
Indien: ruhig

## Bekannte Namensträgerinnen
- Sushant Misra, indischer Regisseur
- Sushant Saxena (* 1972), indischer Badmintonspieler